# Jochen Link
Jochen Link (* 9. Mai 1943 in Hameln) ist ein deutscher Politikwissenschaftler und Schriftsteller.

## Leben
Jochen Link war nach einem Studium der Germanistik und Romanistik als wissenschaftlicher Assistent in München, später in Gießen tätig, wo er politische Wissenschaft lehrte.  Daneben verfasste er Romane und Erzählungen. Im Jahr 1982 nahm er am Ingeborg-Bachmann-Wettbewerb in Klagenfurt teil.

## Werke
- Fassbender, Starnberg 1970
- Theorie der Gesellschaft, Starnberg 1973
- Das Problem der Systemtheorie, Gießen 1975 (zusammen mit Krimhilde Marx)
- Die Sensibilität der Theorie, Gießen 1975
- Ein Mann ohne Klasse, Frankfurt am Main 1979 (zusammen mit Helmut Junker)
- Anna, Frankfurt am Main 1981 (zusammen mit Helmut Junker)
- Das goldene Zeitalter, Frankfurt am Main 1981
- A oder Die Reise an den Anfang der Scham, Frankfurt am Main 1982
- Tage des schönen Schreckens, Frankfurt am Main 1982
- Frankfurter Kreuz, Kiel 1984

## Herausgeberschaft
- Beiträge und Materialien zur Spätkapitalismusdiskussion, München 1975